# Hinstorff Verlag
Der Hinstorff Verlag ist ein Traditionsverlag in Rostock, der 1831 von (Dethloff) Carl Hinstorff in Parchim gegründet wurde und seit 1992 zur Heise Gruppe aus Hannover gehört. Erfolgreich wurde der Verlag im 19. Jahrhundert durch den bekanntesten niederdeutschen Schriftsteller Fritz Reuter und während der Zeit der DDR unter anderem durch die Literatur von Ulrich Plenzdorf und Franz Fühmann.

## Dethloff Carl Hinstorff

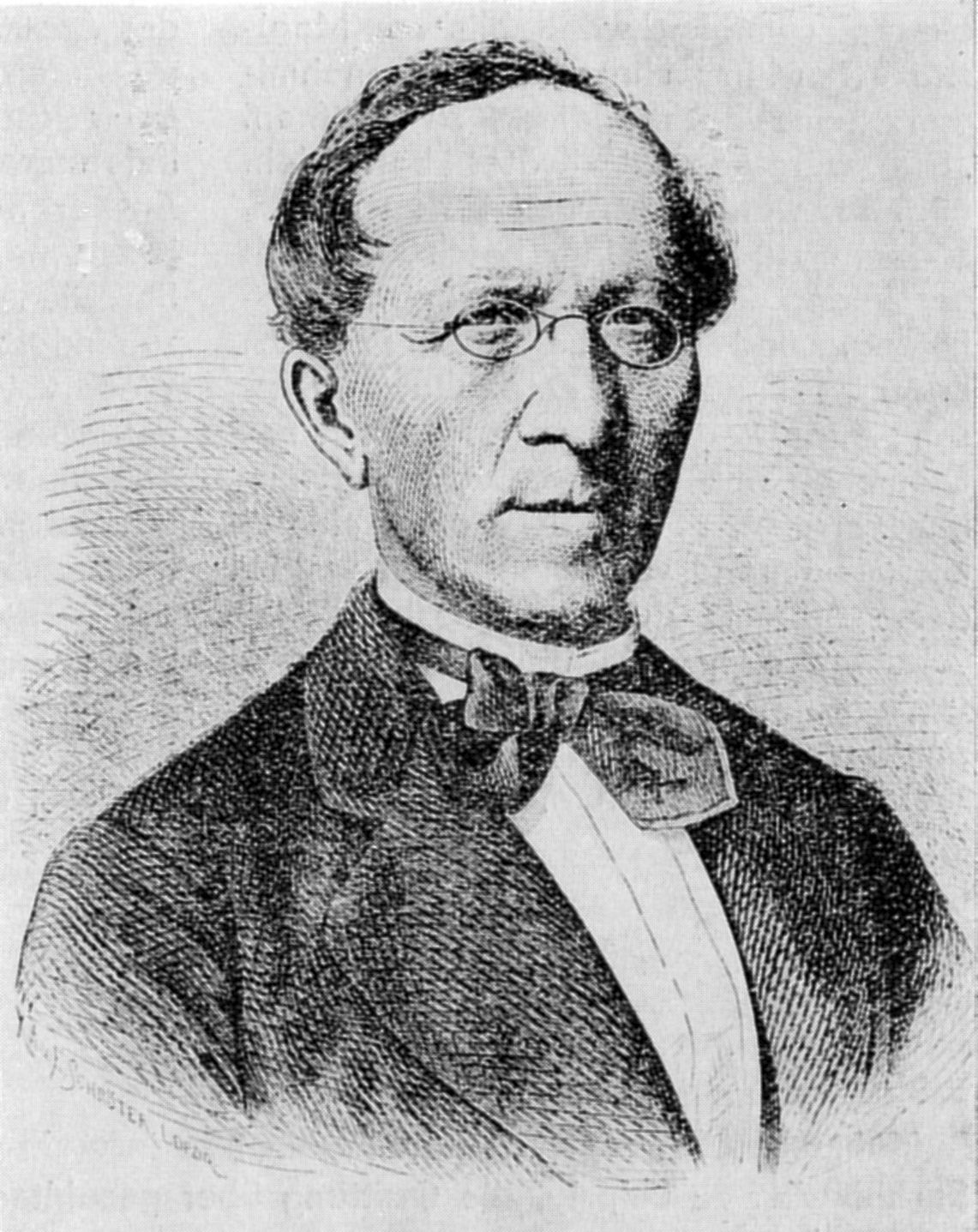
Carl Hinstorff (1811–1882)

Der Gründer des Verlages war (Detloff) Carl Hinstorff. Als Sohn eines Webers geboren, besuchte er in seiner Heimatstadt Brüel zuerst eine einfache Schule, bevor der Vater seine Intelligenz erkannte und ihn auf die Wismarsche Bürgerschule schickte. 1826 begann er dort eine Lehre als Kaufmann bei Verwandten, wechselte aber bald als Lehrjunge in die Buchhandlung Schmidt und von Cossel. Eine fundierte buchhändlerische Ausbildung war damals kaum möglich, denn seine Lehrherren waren ein ehemaliger Postbeamter und ein Jäger. Hinstorff aber war ehrgeizig und nahm Privatunterricht. Mit zwanzig Jahren wollte er sich selbständig machen und wählte für sein Geschäft die Stadt Parchim aus. Grund dafür war, dass die Stadt Sitz des höchsten Gerichts des Landes, des Oberappellationsgerichts, war. Ganz in der Nähe, in Ludwigslust, befand sich zudem ein Lehrerseminar. Da Parchim „Amtsstadt“ war, bestand Aussicht auf gute Geschäfte. Wegen seiner noch nicht erreichten Volljährigkeit (welche damals 25 Jahre betrug) konnte er erst mit einer Sondergenehmigung des Großherzogs Friedrich Franz I. die Amtshürden überwinden.

## Geschichte

### 1831 bis 1849
Nach der erteilten Genehmigung nahm sein Vater eine Hypothek auf Weberei und Wohnhaus auf und ermöglichte damit am 2. September 1831 seinem Sohn die Eröffnung der ersten Buchhandlung in Parchim. Diese betrieb er als „Sortimenter“, der die Druckerzeugnisse von Verlagen aufkaufte und vertrieb. Im Jahr 1836 wurde er von Friedrich Franz I. zum Hofbuchhändler in Parchim ernannt.
1835 konnte sich Hinstorff vom Kommissionsbuchhandel unabhängig machen, indem er eine Druckerei in Ludwigslust eröffnete. Rechtswesen, Schulwesen und Theologie waren seine bevorzugten Themenkomplexe. So druckte Hinstorff unter anderem Theodor Kliefoths Dogmengeschichte und Theorie des Cultus der evangelischen Kirche und von Julius Wiggers die Kirchengeschichte Mecklenburgs. Die Schulbücher „Schraepsche Fibel“ und „Schlotterbecksches Rechenbuch“, die Generationen mecklenburgischer Schüler verwendeten, wurden auch bei Hinstorff gedruckt.

### 1849 bis 1864

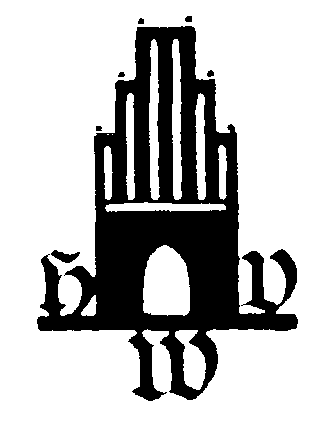
Verlagssignet Wismar

1849 übersiedelte das Unternehmen nach Wismar. Grund dafür war die Verlegung der Residenz des Großherzogs von Ludwigslust nach Schwerin und der Umzug des Oberappellationsgerichts nach Rostock im Jahr 1840. Die Wahl fiel auf Wismar wegen der schon vorhandenen Bahnverbindung.
Im Programm waren jetzt auch Sachbücher der Landwirtschaft und Wirtschaft. So gab Hinstorff die Landwirtschaftlichen Annalen heraus, die von Heinrich (Ludwig Joachim) Karsten, A. Graf zur Lippe und Conrad Wilbrandt redigiert wurden. Immer wurden aber auch landeskundliche Bücher und Schriften herausgebracht, so zum Beispiel das Werk Abriß der Mecklenburgischen Landeskunde von Ernst Boll und Werke von Julius Wiggers.
Seit 1859 verlegte Hinstorff mit Fritz Reuter den wohl wichtigsten niederdeutschen Dichter Mecklenburgs und sicherte sich mit dieser Zusammenarbeit ein großes Geschäft: bis 1881 erschienen 156 Auflagen der Werke Reuters mit fast 500.000 gedruckten Exemplaren. Auch Reuter profitierte von Hinstorffs verlegerischer Leistung: seine Bekanntheit und Verbreitung wurden außerordentlich befördert.
Die Zusammenarbeit mit Reuter ermöglichte Hinstorff das erste Mal, Belletristik in größerem Umfang zu präsentieren, war doch das Programm des Verlages bis dahin hauptsächlich von Sachliteratur geprägt.
Hinstorff war der einzige Verleger für juristische Bücher in Mecklenburg. Er gab unter anderem die sechsbändige Gesetzessammlung von Raabe, das Handbuch für Notarien und Die Entscheidungen des Oberappellationsgerichts in neun Bänden heraus. Noch 1879 erschien bei Hinstorff die Mecklenburgische Zeitschrift für Rechtspflege und Rechtswissenschaft.
Große Verbreitung der Erzeugnisse seines Verlages erzielte Hinstorff durch den Druck und Verkauf von Kalendern, eine gute Auslastung seiner Druckerei durch die Herausgabe mehrerer Zeitungen und anderer Periodika.

### 1864 bis 1882

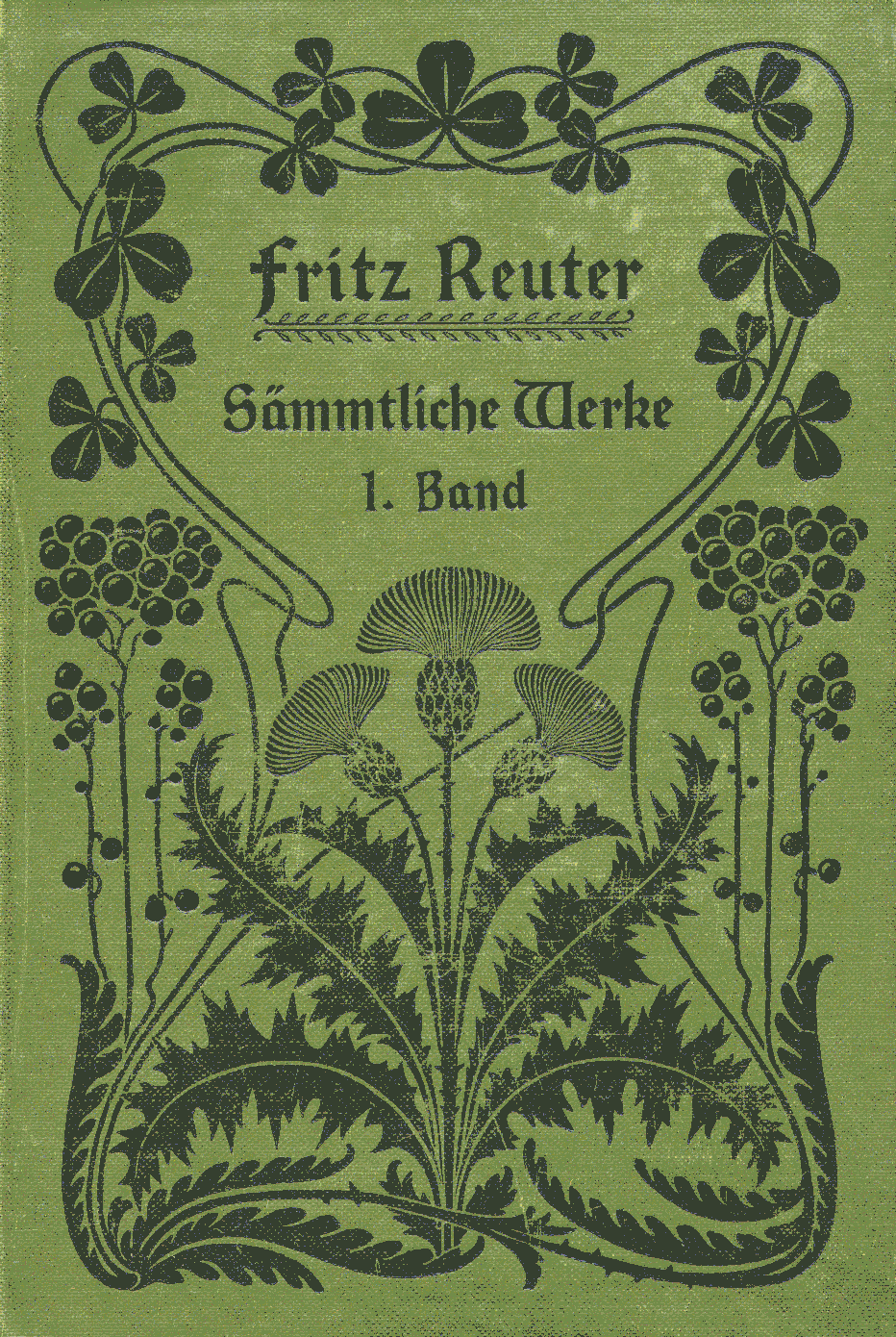
Volksausgabe 1902

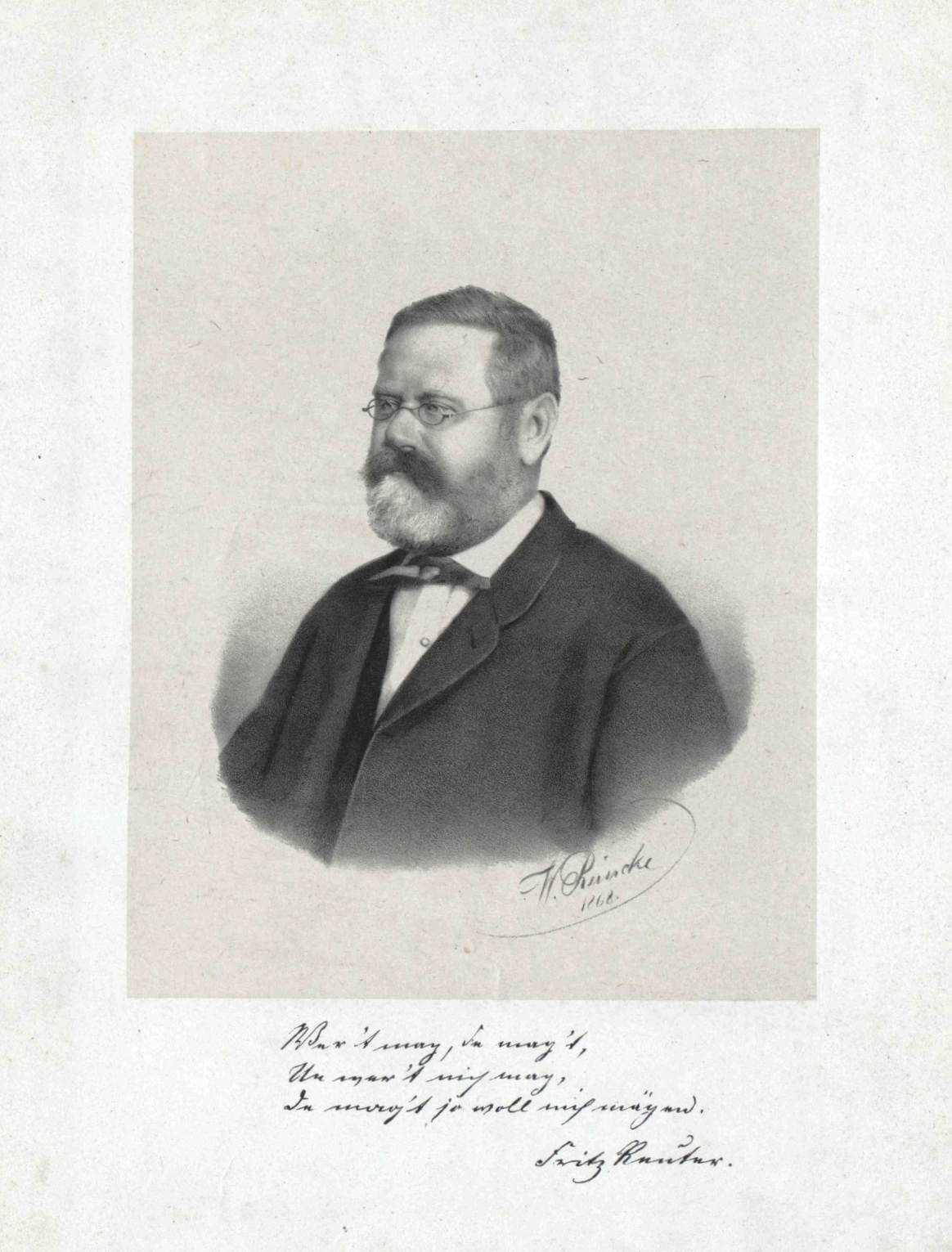
Fritz Reuter

1864 wurde mit Ausgabe des Rostocker Tagesblatt die neue Druckerei in Rostock eröffnet. Seit diesem Jahr erschien auch der berühmte „Voß-und-Haas-Kalender“, der von 1864 bis 1918 unter dem Namen Großherzoglich Mecklenburg-Schwerinscher und Mecklenburg-Strelitzscher Kalender herauskam, wegen der beiden Kalenderfiguren Voß (Fuchs) und Haas (Hase) im Volksmund aber immer den kürzeren Namen führte. 1942 erschien das letzte Heft. Einige Versuche nach Kriegsende, an diese Tradition anzuknüpfen, schlugen fehl – erst nach 1990 gab es wieder den Kalender.
Schon früh begann Hinstorff, sein mittlerweile gut florierendes Geschäft in andere Hände zu legen. Er übergab die Druckereien an seinen Sohn Carl und seine Schwiegersöhne Louis Eberhardt und Heinrich Witte, er selbst behielt die reinen Verlagsgeschäfte. Hinstorffs jüngster Sohn Gustav trat sein Erbe, die Führung der Rostocker Druckerei, nicht an.

### 1882 bis 1907
Nach dem Tod des Patriarchen 1882 leitete Carl Hinstorff neben der Druckerei in Ludwigslust auch die Niederlassung in Rostock, die Buchhandlung in Wismar hatte Louis Eberhardt inne. Später folgte dessen Sohn Werner Eberhardt. Heinrich Witte betrieb die Druckerei in Wismar. Der Verlag verlor nach dem frühen Tod von Carl Hinstorff 1884 in den nächsten Jahren an Bedeutung. Neben wichtigen volkskundlichen Ausgaben von Richard Wossidlo wurden auch viele heimattümelnde bis reaktionäre Autoren mit oft belanglosen Schriften verlegt.

### 1907 bis 1945

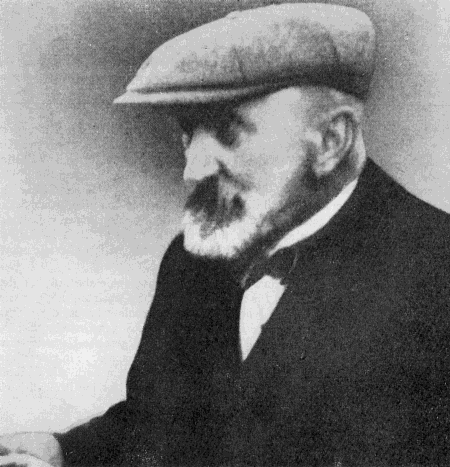
Johannes Gillhoff

Voß- un Haas-Kalender

Anfang 1907 kaufte der 26-jährige Buchdrucker Peter E. Erichson das Unternehmen. Trotz seiner Jugend hatte er schon einige Erfahrung im kaufmännischen Bereich, war er doch vorher Geschäftsführer der Unterweser-Zeitung gewesen. Erichson stammte aus Schwedt an der Oder und kam aus armen Verhältnissen, musste seinen Beruf mühsam autodidaktisch erlernen. Der Anfang in Rostock verlief schwierig, Erichson konnte zuerst nur die Druckerei betreiben. Als Verleger trat er erst 1925 auf, nachdem er den Ludwigsluster Betriebsteil aufgekauft hatte. Durch die positive Entwicklung der Rostocker Universität, durch neue Produktionsverfahren und technische Entwicklungen, wie z. B. die Fotografie, aber auch durch den Wagemut und das kaufmännische Geschick Erichsons nahm die Entwicklung des Verlages einen günstigen Verlauf. In den 1920er Jahren war die Belegschaft auf 84 Mitarbeiter gewachsen.
Großen Erfolg hatte der Verlag mit der Herausgabe der Mecklenburgischen Monatshefte, die für die damalige Zeit hochwertig und mit guter polygrafischer Ausstattung von 1925 bis 1936 erschienen. Es konnten so Wissenschaftler, Schriftsteller, bildende Künstler und Fotografen zur Mitarbeit gewonnen werden. Redakteure waren unter anderen der Schriftsteller Johannes Gillhoff und der Kunsthistoriker Oscar Gehrig.
Da Erichson dem Nationalsozialismus sehr skeptisch bis ablehnend gegenüberstand, durften die Monatshefte nicht weiter in seinem Verlag erscheinen. Sie wechselten mit dem September-Heft 1936 (12. Jahrgang, 141. Heft) von Carl Hinstorffs Verlag in Rostock in den regimetreuen Verlag „Niederdeutscher Beobachter“, G.m.b.H. Schwerin und erschienen stattdessen ab Oktober 1936 (142. Heft) als Monatshefte Mecklenburg-Lübeck. Neuer Herausgeber wurde kurzzeitig (vom 1. Oktober 1936 bis zum 1. April 1937) der Schriftsteller Friedrich Griese.
1942 wurden bei den schweren Bombenangriffen auf Rostock die Betriebsgebäude in der Lagerstraße 4/5 und in der Langen Straße 87 völlig zerstört. In der Pädagogienstraße kaufte Erichson eine Behelfsdruckerei, die er aber beim großzügigen Aufbau der Langen Straße in den 1950er Jahren wieder schließen musste. Der Sitz des Verlages war dann am Schröderplatz in sehr bescheidenen Räumen.

### 1945 bis 1959
Am 13. Dezember 1946 wurde dem Carl Hinstorff Verlag durch die sowjetische Militäradministration Schwerin die erste Druckgenehmigung nach dem Krieg erteilt. 1947 erschien Kaspar-Ohm un ick von John Brinckman. 1947 erhielt die Firma Carl Hinstorff Verlag, die von Erichson, dem Schriftsteller Willi Bredel, dem Pastor Karl Kleinschmidt, dem Oberbürgermeister Christoph Seitz, dem Stadtrat Günther Matern und dem Geschäftsführer Adolf Holst als Gesellschafter gegründet wurde, die Verlagslizenz. 1953 schieden alle Gesellschafter bis auf Erichson und Holst aus der Firma aus. Beide führten den Verlag weiter. Erichson hatte sich den Bedingungen im Nachkriegsdeutschland in der DDR angepasst und mit Heimatliteratur und Belletristik den Neuanfang gemeistert.
1959 verkauften Peter E. Erichson und Adolf Holst den Verlag an das Ministerium für Kultur, Hauptverwaltung Verlage. Dieses führte ihn als VEB Hinstorff Verlag weiter. Leiter wurde Konrad Reich, Cheflektor Kurt Batt.
1963 starb Peter E. Erichson. Er war Brinckman-Preisträger, Ehrensenator der Universität Rostock und Nationalpreisträger der DDR.

### 1959 bis 1990

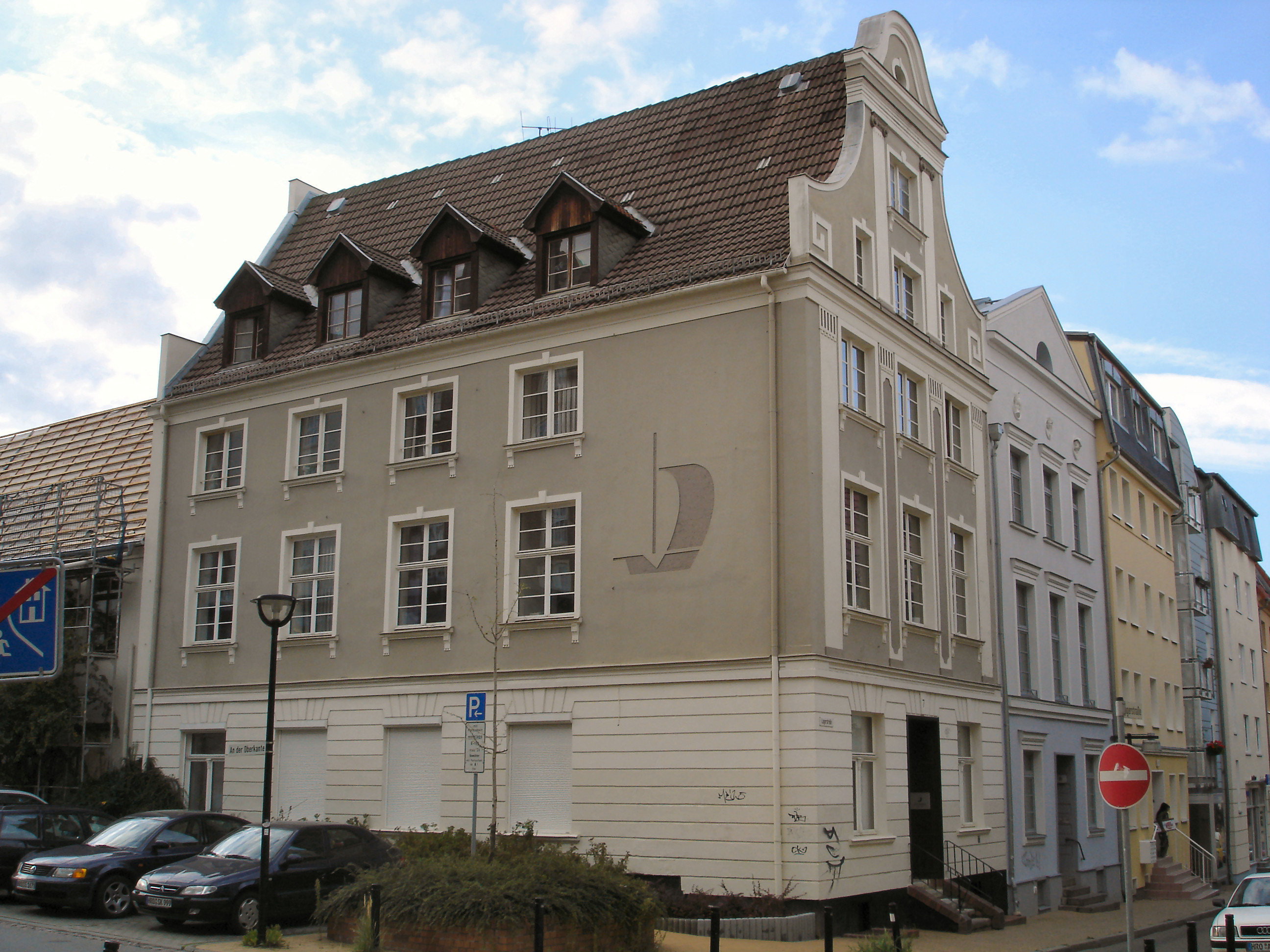
Verlagsgebäude Lagerstraße 7

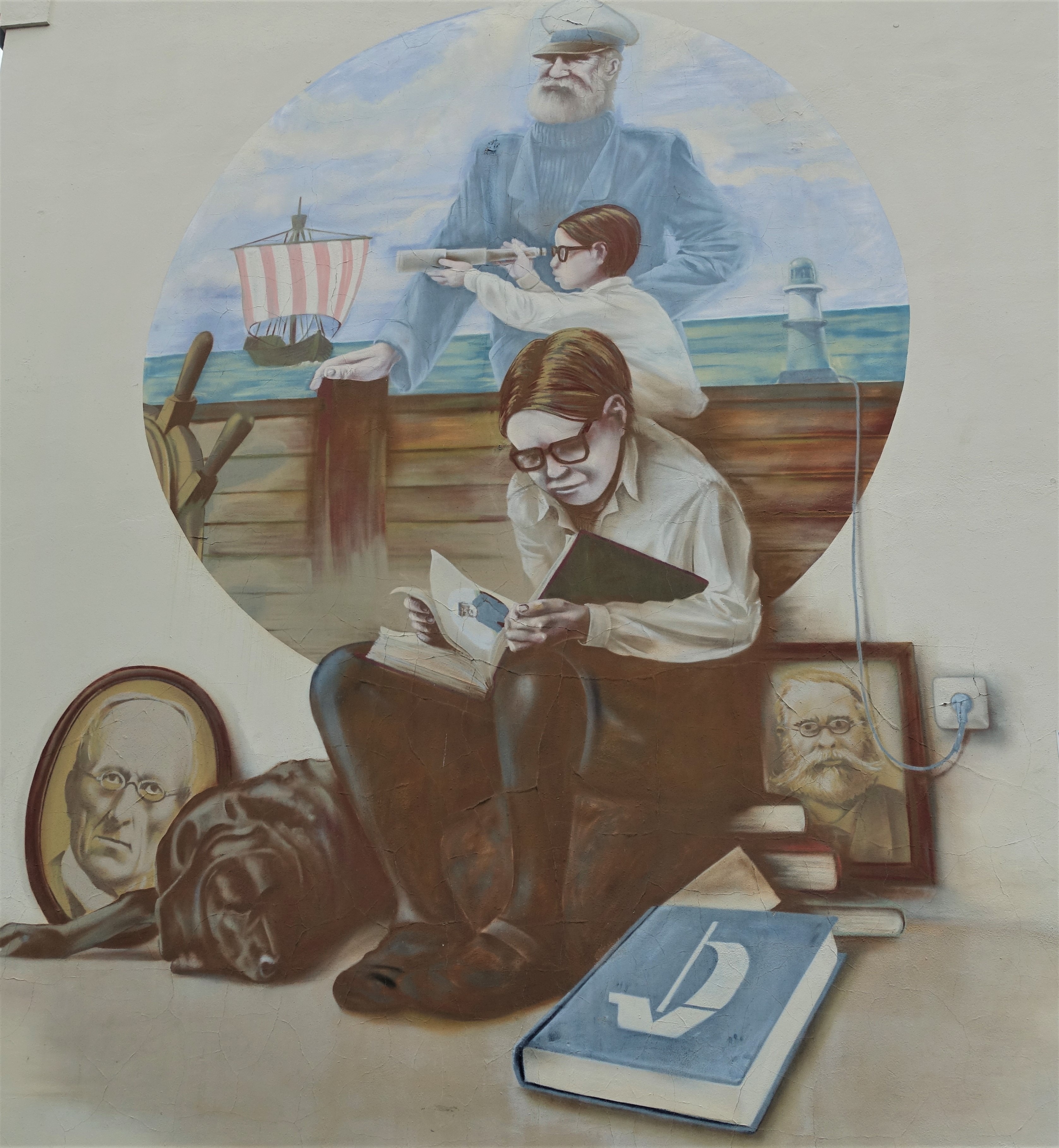
Wandbild am Haus des Hinstorff Verlages in Rostock (2022)

Der VEB Hinstorff Verlag richtete sein Wirken auf regionale Autoren, maritime Themen und Literatur der nordeuropäischen Länder aus. Verlegt wurden Autoren wie Ehm Welk oder Fritz Meyer-Scharffenberg. 1960 erschien mit dem Buch Die Kolumbusschiffe von 1492 das erste in der „Blauen Reihe“ maritimer Sachbücher, und die „Hinstorff Bökerie“ war eine erfolgreiche Reihe von niederdeutschen Klassikern, Lieder-, Gedicht- und volkskundlichen Büchern.
1964 kam es auf Veranlassung der Hauptverwaltung Verlage und Buchhandel zur Liquidation des Schweriner Petermänken-Verlages. Hinstorff übernahm in der Folge die „Verlagsvorhaben und die Verlagsaufgaben“ von Petermänken und führte sie weiter.
Die seit 1963 ins Programm genommenen Bücher von Autoren aus nordeuropäischen Ländern waren natürlich auf die linksgerichteter oder systemkritischer Autoren beschränkt. So erschien 1979 die deutsche Übersetzung des Romans Winterkinder von Dea Trier Mørch, einer Ikone der dänischen Frauenbewegung. Trotzdem wurde der Verlag wegen seines Bemühens um die Gegenwartsliteratur und Nachwuchsautoren als „Suhrkamp des Ostens“ bezeichnet – Autoren wie Jurek Becker oder Fritz Rudolf Fries sind Beleg dafür. Eine verlegerische Sternstunde war dabei 1973 das Erscheinen von Ulrich Plenzdorfs Die neuen Leiden des jungen W. Durch die Verfilmung des Buches und seine zum Teil gesellschaftskritischen Passagen erlangte das Buch in der DDR Kultstatus und wurde in mehr als 20 Sprachen übersetzt.
Franz Fühmann wurde als Autor gewonnen, dessen Werk noch heute vom Hinstorff Verlag betreut und herausgegeben wird. Kurt Batt starb 1975, sein Nachfolger wurde Horst Simon. Konrad Reich schied 1977 als Verlagsleiter aus, Harry Fauth folgte ihm in der Verlagsleitung. 1981 feierte der Verlag sein 150-jähriges Gründungsjubiläum. 1987 wurde das neue Verlagsgebäude Lagerstraße 7 bezogen.
Die Zeit der DDR bedeutete für die in ihr beheimateten Verlage eine ständige Gratwanderung, war doch nur die Herausgabe politisch genehmer, von der SED-Führung abgenickter Autoren und Themen möglich. Materialknappheit und Auflagenkontingente beschnitten die verlegerischen Aktivitäten, obwohl die Nachfrage – auch wegen der relativ geringen Preise für Bücher – enorm war.
Kulturpolitisch engagierte sich der VEB Hinstorff Verlag auf vielfältige Weise: in Großbetrieben wurden Schriftstellerlesungen abgehalten, eine Veranstaltungsreihe „Hinstorff Maritim“ wurde ins Leben gerufen und Buchpremieren fanden vor großem Publikum statt. Zusammen mit anderen Verlagen war auch der VEB Hinstorff Verlag auf dem alljährlichen Rostocker Buchbasar präsent. Hier bauten in der Kröpeliner Straße Verlage Stände auf, um ihre Erzeugnisse vorzustellen und zu verkaufen, und die Autoren hielten Signierstunden ab. Großer Andrang herrschte bei den Büchern, die wegen der geringen Auflagen und hohen Exportzahlen in der DDR sonst kaum zu bekommen waren. Von 1970 bis 1990 gab Hinstorff die Hauszeitschrift trajekt heraus.
In den 1980er Jahren erschienen jährlich knapp 80 Titel, davon etwa 40 Erstausgaben; die Durchschnittsauflage betrug 10.000 bis 12.000 Exemplare. 1988 betrug der Umsatz 7,3 Mio. Mark der DDR, der Gewinn erreichte 0,6 Mio. Mark; in jenem Jahr erschienen 35 Erstausgaben und 42 Nachauflagen. Im Verlag arbeiteten gegen Ende der DDR mehr als 40 Mitarbeiter.

### 1992 bis 2012
Nach der politischen Wende wurde 1990 die Hinstorff Verlag GmbH gegründet. Erste Geschäftsführer waren Birgit Heinze und Uwe Eberhardt. Die Heise Gruppe aus Hannover übernahm 1992 den Verlag, Vorsitzender in der Geschäftsführung wurde Christian Heise, später Ansgar Heise.
Der Verlag ist heute eines der führenden Verlagshäuser Norddeutschlands. Im Programm stehen über 300 lieferbare Titel und es erscheinen jährlich ca. 50 Neuerscheinungen. Dazu zählen repräsentative Bildbände mit Bildern der besten Fotografen zu Ländern, Regionen, Städten und zu besonderen Themen wie Schlössern und Gärten, der Backsteingotik und Bäderarchitektur. Geschichtliche, kulturhistorische und volkskundliche Sachbücher und Reiseführer zu Mecklenburg-Vorpommern und zu den benachbarten Bundesländern sowie maritime Literatur finden sich ebenfalls im Programm des Verlages.
Seit 2002 im Verlagsangebot ist die Kinderbuch-Rubrik. Fühmanns Anna, genannt Humpelhexe mit Illustrationen von Jacky Gleich erschien im gleichen Jahr und wurde mit dem Jugendliteraturpreis „Luchs“ der Zeit ausgezeichnet. Die Kinderbuch-Reihe wurde mit vier bis sechs Titeln pro Jahr fest im Programm etabliert: im Frühjahr 2006 erschienen die Kinderbücher „Wer liest, ist“ und „Das langgestreckte Wunder“, die auf der Bestenliste des Deutschlandfunks geführt wurden. Das traditionell bestehende niederdeutsche Programm mit Fritz Reuter, John Brinckman und Rudolf Tarnow wird mit neuen Auflagen fortgeführt.
Dem Trend zum Hörbuch folgend, wurde mit dem NDR eine Kooperation eingegangen. Es entstanden Hörbücher mit den Texten von Rudolf Tarnow, John Brinckman, Fritz Reuter und Franz Fühmann. Die erste CD der Hörbücher ist Fritz Reuters De Urgeschicht von Meckelnborg, gelesen von Gerd Micheel. Die vom Autor Fühmann gelesene CD Anna, genannt Humpelhexe erreichte 2003 den ersten Platz der Hörbuch-Bestenliste des Hessischen Rundfunks. 2004 wurde eine CD mit vier Fühmann-Märchen, gelesen von Elke Heidenreich, herausgebracht.
Zum großen Erfolg wurde 2005 die Ausgabe in hochwertiger Ausstattung von Franz Fühmanns Kinderbuch-Klassiker Die dampfenden Hälse der Pferde im Turm von Babel.
2006 erscheinen die Bücher des Rostocker Konrad Reich Verlages unter dem Label „Edition Konrad Reich“ bei Hinstorff.
2007 brachten die „Geschichtswerkstatt Rostock e. V.“ und der „Landesheimatverband Mecklenburg-Vorpommern e. V.“ im Hinstorff Verlag das „Lexikon Mecklenburg-Vorpommern“ mit 1483 Stichwörtern auf ca. 600 Seiten heraus, das die Landesgeschichte bis hin zur Gegenwart aufgreift.
2008 präsentiert sich der Verlag das erste Mal nicht nur auf der Leipziger und Frankfurter Buchmesse, sondern auch auf der internationalen Kinderbuchmesse in Bologna.
Zwei Jahre später, am 2. Juni 2010, erschienen die ersten Titel der maritimen "Blauen Reihe" als E-Book. Seit Juni 2010 erscheinen die Fotobildbände des renommierten und vielfach ausgezeichneten hannoverschen Fotografen Karl Johaentges unter dem Label „KaJo bei Hinstorff“ in Rostock.
2011, am 2. Juni, wäre der Verlagsgründer Dethloff Carl Hinstorff 200 Jahre alt geworden und im September 2011 kann der Hinstorff Verlag bereits auf eine 180-jährige Geschichte zurückblicken.
Im neuen Programmbereich „Ostseekrimi“ erscheinen seit Herbst 2011 mindestens zwei regionale Kriminalromane pro Halbjahr.
Neu im Angebot des Verlages ist der Bereich „Hinstorff Media“. Er bietet Unternehmen Dienstleistungen wie Layout, Satz, Druck und Vertrieb an.
Der Verlag ist seit 2012 Mitglied der Regionalbuch AG.

## Heute
2014 erschien in Zusammenarbeit mit der Ostsee-Zeitung das erste „Rostock-Album“, zwei weitere Bände folgen.
Im Frühjahr 2015 betrat der Verlag mit der Graphic Novel „Im Eisland“ verlegerisches Neuland: Maritime Themen gehören seit jeher zum Programm, doch erstmals bei Hinstorff wird eine solche Geschichte in vollständig illustrierter Form erzählt. Der erste Band der Graphic-Novel-Trilogie um die Franklin-Expedition von 1845 erhielt 2016 gleich den Deutschen Jugendliteraturpreis.
Seit 2021 gibt es unter dem Label „Hinstorff unwiderstehlich“ Geschenkbücher zum Aufstellen und Verschenken – u. a. mit brillanten Fotografien in der für den Verlag bekannten Qualität.
Der Hinstorff Verlag arbeitet mit zahlreichen Kooperationspartnern zusammen, so in den letzten Jahren u. a. mit dem NDR, der Ostsee-Zeitung, der Ostdeutschen Sparkassenstiftung, diversen Museen und den Festspielen Mecklenburg-Vorpommern.
Ausgewählte aktuelle und zahlreiche vergriffene Titel sind als E-Books lieferbar.
2021 feiert der Hinstorff Verlag 190-jähriges Jubiläum und gehört damit zu den ältesten Verlagen im deutschsprachigen Raum.

## Belege
1. ↑  Kerstin Schmidt: Das Schicksal des Schweriner Petermänken-Verlags 1947–1964. In: Patricia F. Blume, Thomas Keiderling, Klaus G. Saur (Hrsg.): Buch macht Geschichte. Beiträge zur Verlags- und Medienforschung. Festschrift für Siegfried Lokatis zum 60. Geburtstag. de Gruyter, Berlin/Boston 2016, ISBN 978-3-11-048322-2, S. 59–68 (eingeschränkte Vorschau in der Google-Buchsuche).
2. ↑   Weitere Romane folgten: 1982 Die innere Stadt, 1985 Kastanienallee, Der Abendstern sowie Die Morgengabe.
3. ↑  Christoph Links, Das Schicksal der DDR-Verlage, S. 148.
4. ↑  regionalbuchag.de (Memento vom 5. März 2016 im Internet Archive)

Koordinaten: 54° 5′ 27″ N, 12° 8′ 13″ O